# 竹林镇 (天柱县)
竹林镇，是中华人民共和国贵州省黔东南苗族侗族自治州天柱县下辖的一个乡镇级行政单位。
2016年1月14日，贵州省人民政府批复同意天柱县部分乡镇行政区划调整，撤销竹林乡建制，设置竹林镇，撤乡设镇后行政区域和政府驻地不变。

## 行政区划
竹林镇下辖以下地区：
竹林村、龙塘村、凯寨村、新寨村、棉花村、梅花村、高坡村、栗木村、秀田村、杨家村、双溪村、地坌村、麻阳村、菜溪村、尧田村、花里村和南头村。